# Korwety rakietowe projektu 1234
Korwety rakietowe projektu 1234 (typu Owod, w kodzie NATO Nanuchka) - typ radzieckich korwet rakietowych opracowanych pod koniec lat 60 XX w. W ZSRR klasyfikowane jako małe okręty rakietowe (MRK), przeznaczone głównie do celów uderzeniowych.

## Historia
Prace nad nowymi małymi okrętami rakietowymi przeznaczonymi do celów uderzeniowych, rozpoczęto w ZSRR w połowie lat 60., w biurze konstrukcyjnym CMKB Ałmaz. Dzięki większym rozmiarom od kutrów rakietowych, miały mieć od nich większy zasięg i dzielność morską. Dzięki rozmiarom i stosunkowi długości do szerokości, który wynosił 5:1, na okrętach można było zainstalować wyrzutnie bardziej efektywnych ciężkich pocisków przeciwokrętowych P-120 Malachit (w kodzie US DoD, NATO: SS-N-9 'Siren'), o zasięgu 120 km i masie głowicy 840 kg. Pociski te przeznaczone były do zwalczania dużych jednostek, przede wszystkim lotniskowców państw NATO. Nowe korwety były pierwszymi niewielkimi jednostkami uderzeniowymi o takich charakterystykach na świecie. 
Budowę pierwszych jednostek rozpoczęto w 1967. Pierwsza wersja okrętów dla radzieckiej marynarki wojennej nosiła oznaczenie projekt 1234, jej uzbrojenie oprócz 6 pocisków P-120 uzupełniała wyrzutnia pocisków przeciwlotniczych krótkiego zasięgu Osa-M i podwójnie sprzężona armata 57 mm na rufie. W 1974 opracowano ulepszony projekt 1234.1, w którym armatę 57 mm zamieniono przez pojedynczą armatę 76 mm AK-176 i dodano zestaw artyleryjski obrony bezpośredniej AK-630 kalibru 30 mm (sześciolufowy). Wersje te w kodzie NATO oznaczono odpowiednio Nanuchka I i Nanuchka III. Budowę ostatnich jednostek rozpoczęto w 1988, wchodziły one do służby do 1991. Okręty otrzymały nazwy głównie zjawisk atmosferycznych i przyrodniczych.
Wersja przeznaczona na eksport do Indii i krajów arabskich (projekt 1234E) była znacznie uboższa, przede wszystkim wyposażono ją w 4 mniej zaawansowane pociski przeciwokrętowe P-21/P-22 kompleksu P-20 (w kodzie US DoD, NATO: SS-N-2C Styx); w kodzie NATO znana jest pod oznaczeniem Nanuchka II. Wersja ta miała znacznie zredukowane możliwości uderzeniowe, porównywalne z dwukrotnie mniejszymi kutrami rakietowymi  proj. 1241RE, przy nawet słabszym uzbrojeniu artyleryjskim.
Łącznie zbudowano 47 okrętów wszystkich wersji (budowy jeszcze jednego rozpoczętego nie ukończono), z czego 10 stało się przedmiotem eksportu (projektu 1234E - 3 do Indii, 3 do Algierii i 4 do Libii). 

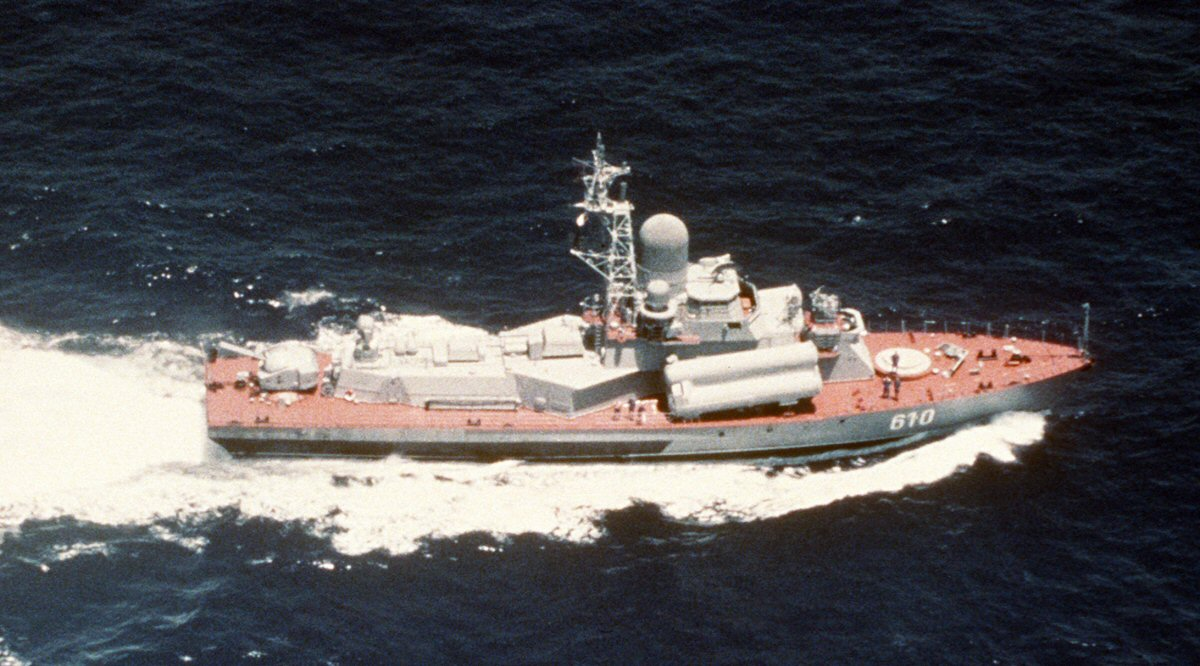
Korweta proj. 1234 (Nanuchka I)

## Wersje
- Nanuchka I - (projekt 1234) - podstawowa wersja, zbudowano 20 okrętów[1], które zaczęły wchodzić do służby w 1970. Uzbrojenie to 6 wyrzutni pocisków przeciwokrętowych P-120, 1 zdwojona wyrzutnia pocisków przeciwlotniczych Osa-M i jedna zdwojona armata kaliber 57 mm AUAK-725.
- Nanuchka II (projekt 1234E)-  wersja eksportowa wyposażona w 4 pociski przeciwokrętowe P-20, pociski przeciwlotnicze Osa-M i zdwojoną armatę kaliber 57 mm (10 okrętów)
- Nanuchka III (projekt 1234.1) - zbudowano 16 okrętów[1], jest to modernizacja podstawowej wersji 1234, w której zamiast działa 57 mm zamontowano działo 76 mm AK-176 i zestaw obrony bezpośredniej kaliber 30 mm AK-630
- Nanuchka IV - (projekt 1234.7) - jeden okręt ("Nakat") w służbie 1987–2012, przeznaczony do testowania nowych pocisków przeciwokrętowych Oniks (SS-N-26 Strobile) - uzbrojony w 12 pocisków w dwóch wyrzutniach.

## Służba
Głównym zastosowaniem jednostek projektu 1234 miało być zwalczanie okrętów nawodnych przeciwnika. Uzbrojenie przeciwlotnicze miało służyć jedynie do samoobrony. Po rozwiązaniu ZSRR, radzieckie okręty przeszły 26 lipca 1992 pod banderę Rosji, z wyjątkiem czarnomorskich, które przeszły 12 czerwca 1997. Większość okrętów została wycofana ze służby w WMF RF w latach 90 XX w.
- 25 marca 1986 libijska korweta typu Nanuchka II "Ean Zaquit" została zatopiona pociskiem przeciwokrętowym Harpoon wystrzelonym z amerykańskiego samolotu Grumman A-6 Intruder, a druga "Ean Mara" została uszkodzona (remontowana następnie do 1991 w Leningradzie, ponownie weszła do służby jako "Tariq Ibn Ziyad"[2])
- 16 kwietnia 1987 radziecka korweta typu Nanuchka I "Musson" podczas ćwiczeń na Morzu Japońskim nie zdołała strącić rakiety P-15 wystrzelonej jako latający cel dla pocisków przeciwlotniczych systemu Osa, po czym P-15 naprowadziła się na korwetę i ją trafiła. Rakieta była nieuzbrojona, lecz uderzenie i pożar paliwa spowodowały zatonięcie okrętu, na którym zginęło 39 osób, w tym obserwujący ćwiczenia admirał R. Tiemirchanow[2].
- 10 sierpnia 2008 r. Miraż Floty Czarnomorskiej zaatakował pociskiem P-120 gruziński statek wodny P 21 Giorgi Toreli i go zatopił[3].

## Okręty
| Nazwa                                                                                  | Położenie stępki          | Wodowanie                 | Wejście do służby         | Przydział                 | Wycofanie                            |
| Projekt 1234 (Nanuchka I)                                                              | Projekt 1234 (Nanuchka I) | Projekt 1234 (Nanuchka I) | Projekt 1234 (Nanuchka I) | Projekt 1234 (Nanuchka I) | Projekt 1234 (Nanuchka I)            |
| -------------------------------------------------------------------------------------- | ------------------------- | ------------------------- | ------------------------- | ------------------------- | ------------------------------------ |
| Buria (Буря), do 1970 MRK-3                                                            | 13. 01. 1967              | 18. 10. 1968              | 30. 09. 1970              | FCz                       | 11. 02. 1991                         |
| Briz (Бриз), do 1970 MRK-7                                                             | 05. 11. 1967              | 10. 10. 1969              | 31. 12. 1970              | FCz, FOS                  | 29. 10. 1992                         |
| Wichr (Вихрь)                                                                          | 21. 08. 1967              | 22. 07. 1970              | 30. 09. 1971              | FCz, FOS                  | 05. 07. 1994                         |
| Wołna (Волна)                                                                          | 27. 09. 1968              | 20. 07. 1971              | 31. 12. 1971              | FB, FP                    | 30. 06. 1993                         |
| Grad (Град)                                                                            | 29. 11. 1967              | 30. 04. 1972              | 30. 09. 1972              | FB                        | 30. 06. 1993                         |
| Groza (Гроза)                                                                          | 09. 01. 1969              | 26. 07. 1972              | 26. 12. 1972              | FB, FCz                   | 1992                                 |
| Grom (Гром)                                                                            | 01. 10. 1969              | 29. 10. 1972              | 28. 12. 1972              | FB, FCz                   | 24. 05. 1995                         |
| Zarnica (Зарница)                                                                      | 27. 07. 1970              | 28. 04. 1973              | 18. 09. 1973              | FCz                       | w służbie 1998                       |
| Mołnija (Молния)                                                                       | 30. 09. 1971              | 27. 08. 1973              | 28. 12. 1973              | FB                        | ?                                    |
| Szkwał (Шквал)                                                                         | 17. 05. 1972              | 28. 12. 1973              | 14. 06. 1974              | FB                        | 1988 rezerwa                         |
| Zaria (Заря)                                                                           | 18. 10. 1972              | 18. 05. 1974              | 28. 09. 1974              | FP                        | 05. 07. 1994                         |
| Mietiel (Метель)                                                                       | 19. 02. 1973              | 10. 08. 1974              | 08. 12. 1974              | FP                        | 16. 03. 1998                         |
| Sztorm (Шторм)                                                                         | 20. 10. 1973              | 03. 03. 1975              | 15. 06. 1975              | FB                        | 16. 03. 1998                         |
| Raduga (Радуга)                                                                        | 16. 01. 1974              | 20. 06. 1975              | 01. 12. 1975              | FB                        | 05. 07. 1994                         |
| Burun (Бурун)                                                                          | 1975                      | 1977                      | 30. 12. 1977              | FP, FB                    | ?                                    |
| Cykłon (Циклон)                                                                        | 22. 09. 1973              | 24. 05. 1977              | 31. 12. 1977              | FOS                       | 17. 01. 1995                         |
| Wietier (Ветер)                                                                        | 27. 02. 1976              | 21. 04. 1978              | 30. 09. 1978              | FP                        | 04. 08. 1995 (być może pr.1234.1?)   |
| Ajsbierg (Айсберг)                                                                     | 11. 11. 1976              | 20. 04. 1979              | 30. 09. 1979              | FP                        | ? (być może pr.1234.1?)              |
| Tucza (Туча)                                                                           | 04. 05. 1977              | 29. 04. 1980              | 31. 07. 1980              | FP                        | w służbie 1995 (być może pr.1234.1?) |
| Musson (Муссон)                                                                        | 14. 07. 1975              | 01. 07. 1981              | 30. 12. 1981              | FOS                       | zatonął 16. 4. 1987                  |
| Uragan (Ураган) (II)                                                                   | 01. 08. 1980              | 27. 05. 1983              | 30. 09. 1983              | FP                        | ? (być może pr.1234.1?)              |
| Projekt 1234.1 (Nanuchka III)                                                          |                           |                           |                           |                           |                                      |
| Tajfun (Тайфун)                                                                        | 10. 05. 1974              | 14. 08. 1979              | 30. 12. 1979              | FOS                       | 04. 08. 1995                         |
| Zyb’ (Зыбь), od 1982 Komsomoliec Mordowii (Комсомолец Мордовии), od 1992 Sztil (Штиль) | 28. 06. 1976              | 23. 10. 1978              | 31. 12. 1978              | FCz                       | w służbie 1997                       |
| Priboj (Прибой) (II)                                                                   | 25. 11. 1978              | 20. 04. 1984              | 30. 11. 1984              | FP                        | ?                                    |
| Smiercz (Смерч)                                                                        | 16. 11. 1981              | 16. 11. 1984              | 30. 12. 1984              | FP                        | ?                                    |
| Priliw (Прилив) (II)                                                                   | 29. 04. 1982              | 26. 04. 1985              | 31. 10. 1985              | FB                        | ?                                    |
| Liwien’ (Ливень), od 1987 XX Sjezd WŁKSM (XX Съезд ВЛКСМ), od 1992 Iniej (Иней)        | 06. 07. 1983              | 05. 10. 1986              | 25. 12. 1987              | FOS                       | ?                                    |
| Miraż (Мираж)                                                                          | 30. 08. 1983              | 19. 08. 1986              | 30. 12. 1986              | FCz                       | w służbie 1997                       |
| Mietieor (Метеор)                                                                      | 13. 11. 1984              | 16. 09. 1987              | 31. 12. 1987              | BF                        | w służbie 1996                       |
| Rasswiet (Рассвет)                                                                     | 29. 09. 1986              | 22. 08. 1988              | 28. 12. 1988              | FP                        | w służbie 1995                       |
| Zyb’ (Зыбь) (II)                                                                       | 26. 08. 1986              | 28. 02. 1989              | 26. 09. 1989              | FB                        | ?                                    |
| Giejzier (Гейзер)                                                                      | 21. 12. 1987              | 28. 08. 1989              | 27. 12. 1989              | FB                        | ?                                    |
| Moroz (Мороз)                                                                          | 17. 02. 1985              | 23. 09. 1989              | 30. 12. 1989              | FOS                       | w służbie 1999                       |
| Razliw (Разлив)                                                                        | 01. 11. 1986              | 24. 08. 1991              | 31. 12. 1991              | FOS                       | w służbie 1999                       |
| Passat (Пассат)                                                                        | 27. 05. 1988              | 13. 06. 1990              | 06. 12. 1990              | FB                        | ?                                    |
| Liwien’ (Ливень) (II)                                                                  | 28. 09. 1988              | 08. 05. 1991              | 25. 10. 1991              | FB                        | ?                                    |
| Pieriekat (Перекат)                                                                    | 1988                      | -                         | -                         | -                         | nieukończony                         |
| Projekt 1234.7 (Nanuchka IV)                                                           |                           |                           |                           |                           |                                      |
| Nakat (Накат)                                                                          | 04. 11. 1982              | 16. 04. 1987              | 30. 09. 1987              | FOS                       | ?                                    |

Przydział: FB - Flota Bałtycka, FCz - Flota Czarnomorska, FOS - Flota Oceanu Spokojnego, FP - Flota Północna.
| Nazwa pierwotna             | Położenie stępki            | Wodowanie                   | Wejście do służby (ZSRR)    | Los                                               |
| Projekt 1234E (Nanuchka II) | Projekt 1234E (Nanuchka II) | Projekt 1234E (Nanuchka II) | Projekt 1234E (Nanuchka II) | Projekt 1234E (Nanuchka II)                       |
| --------------------------- | --------------------------- | --------------------------- | --------------------------- | ------------------------------------------------- |
| Uragan                      | 31. 05. 1974                | 16. 04. 1976                | 30. 09. 1976                | 1977 → Indie "Vijay Durg"                         |
| Priboj                      | 22. 01. 1975                | 02. 10. 1976                | 18. 02. 1977                | 1977 → Indie "Sindhu Durg"                        |
| Priliw                      | 23. 06. 1975                | 14. 04. 1977                | 20. 09. 1977                | 1978 → Indie "Hos Durg"                           |
| MRK-21                      | 10. 03. 1978                | 28. 08. 1979                | 31. 12. 1979                | 04. 07. 1980 → Algieria "Ras Hamidou"             |
| MRK-23                      | 17. 08. 1978                | 31. 07. 1980                | 31. 10. 1980                | 09. 02. 1981 → Algieria "Salah Reis"              |
| МRK-9                       | 21. 04. 1979                | 10. 01. 1981                | 27. 05. 1981                | 1981 → Libia "Ean Mara"                           |
| MRK-22                      | 04. 04. 1980                | 13. 08. 1981                | 30. 11. 1981                | 08. 05. 1982 → Algieria "Reis All"                |
| МRK-24                      | 20. 02. 1981                | 26. 03. 1982                | 31. 05. 1982                | 1983 → Libia "Ean Al Gazala"                      |
| MRK-25                      | 27. 05. 1981                | 21. 07. 1982                | 31. 05. 1983                | 1984 → Libia "Ean Zara"                           |
| MRK-15                      | 25. 03. 1983                | 31. 03. 1984                | 10. 09. 1984                | 1985 → Libia "Ean Zaquit", zatopiony 25. 03. 1986 |